# عبد القادر الأدهمي
السيّد عبد القادر أفندي الحسيني الأدهمي الطرابلسي (؟ - 1907 م/ 1325 هـ) فقيه حنفي وصوفي شاذلي وشاعر وكاتب عربي عثماني من أهل القرن التاسع عشر الميلادي/ الثالث عشر الهجري. ولد في طرابلس الشام ونشأ بها. شارك في علوم عصره وأقام في المدينة المنورة خادمًا للحجرة النبوية. توفي في مسقط رأسه. له مؤلفات كثيرة أدبية ودينية وديوان أشعار. وله في مدايح نبوي عدة مجموعات.

## سيرته
هو عبد القادر بن عبد القادر الأدهمي الحسيني. والأدهمي نسبة إلى إبراهيم بن أدهم، والحسيني نسبة إلى الحسين بن علي. ولد عبد القادر بطرابلس الشام في إيالة طرابلس الشام ونشأ بها. تلقى علومه على عدة مشايخها، منهم: محمود عبد الدائم نشابة وعبد الرزاق الرافعي. ونال الإجازة في الطريقة الشاذلية من محمد القاوقجي الطرابلسي.

رحل الأدهمي إلى المدينة المنورة حيث تسلم خدمة الحجرة النبوية بمرسوم من السلطان العثماني، وكان يقوم بالوعظ والإرشاد في المسجد النبوي. عاد إلى طرابلس وتولى التدريس بعدد من مدارسها ومساجدها. توفي في مسقط رأسه حوالي سنة 1325 هـ/ 1907 م.

## شعره
ذكر في معجم البابطين عنه «نظم في عدد من الأغراض ذات الطابع الديني كالتوسل والمديح النبوي، إضافة إلى الرثاء وتقريظ الكتب والمصنفات، تأثر بأستاذه القاوقجي، اعتمد التكرار أسلوبًا مناسبًا للتوسل والدعاء، غلب على معظم قصائده الميل إلى الصنعة والعناية بالشكل فجاءت قصيدته الدائرة النجمية شاهدًا على هذا الجانب؛ وهي قصيدة ميمية مؤلفة من تسعة أبيات يبدأ كل منها وينتهي بحرف الميم الذي يشكل نقطة ارتكاز تبدأ منها قراءة كل بيت يستهل.».

## مؤلفاته
ارتكب اسمه مع والده عند كتّاب السيرة، فينسب إليه بعض كتب والده
- «إرشاد المريد للمنهج السديد»
- «تذكرة أولي البصائر»
- «تعطير الوجود بمدح صاحب المقام المحمود»
- «ترجمان الضمير بمدح البشير النذير»
- «الدر النظيم بمدح النبي الكريم»
- «ديوان مورد الصفا ومصدر الوفا بمدح النبي المصطفى»
- «تبييت البرد»
- «عزائم السياسية في علم الفراسة»، رسالة
- «بشائر الابتهاج في أشاير الاختلاج»
- «غرر الائتناس ودرر الاقتباس»
- «نزهة العقول في معالم طه الرسول»
- «هداية الناسك وهداية السالك في المناسك»
- «وسلية النجاة والإسعاد في معرفة ما يجب من التوحيد والاعتقاد»
- «تذكرة أولي البصائر في الكبائر والصغائر»
- ترجمة القاوقجي الحسني
- مجموع شعري